# Берут, Болеслав
Боле́слав Бе́рут (пол. Bolesław Bierut, псевдонимы Яно́вский, Иваню́к, То́маш, Беньковский, Рутко́вский; 18 апреля 1892, Руры-Иезуитске, Люблинская губерния, Царство Польское, Российская империя — 12 марта 1956, Москва, РСФСР, СССР) — польский партийный и государственный деятель, президент Польской Республики (1947—1952), первый секретарь ЦК ПРП (1948). Председатель (в 1954—1956 — первый секретарь) ЦК Польской объединённой рабочей партии (ПОРП) (1948—1954).

## Биография

### Ранние годы

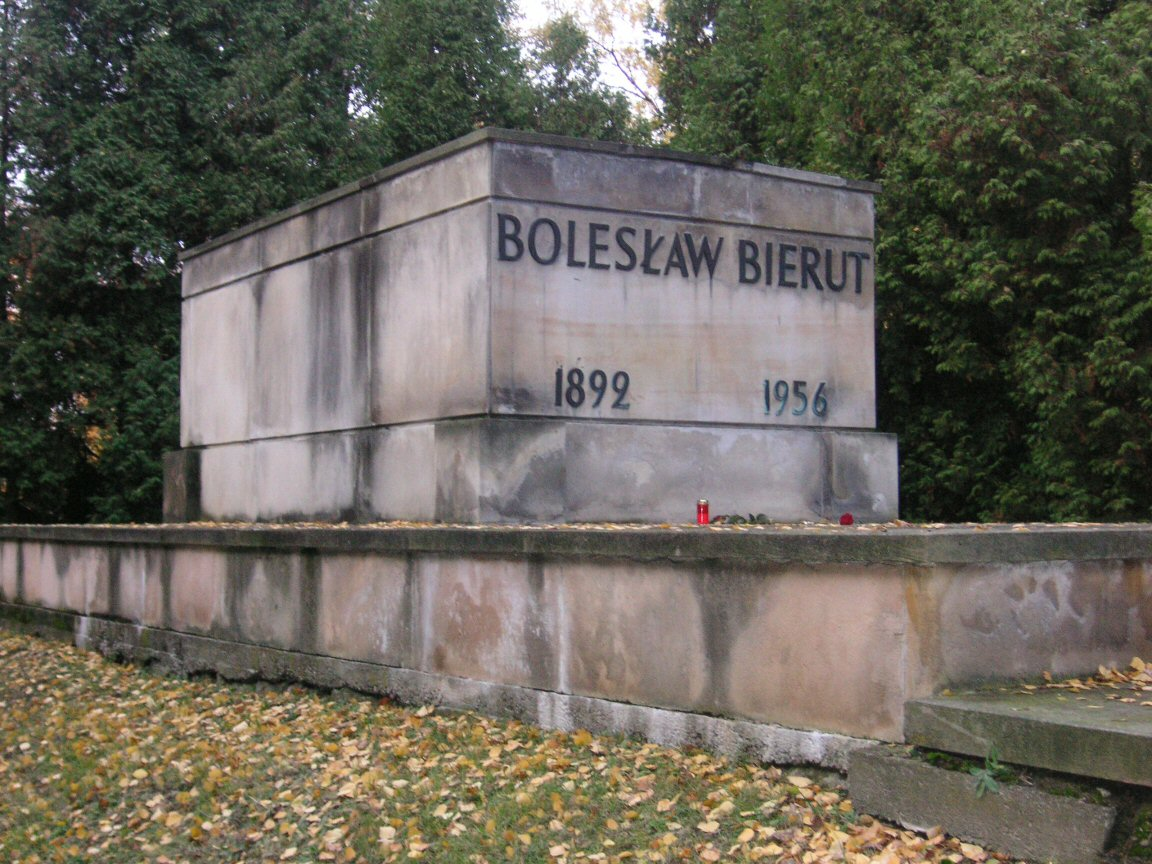
Могила Берута

Родился 18 апреля 1892 года в Рурах-Иезуитске (Люблинская губерния, Царство Польское, Российская империя) в семье сельского учителя Хенрика Берута и его супруги Барбары Бернак.
В 1899 или в 1900 году поступил в люблинскую школу при кафедральном соборе, находившейся под опекой местного римско-католического прихода. В начале 1905 года за участие в забастовке против обязательного использования русского языка в школе, будучи учеником последнего класса, был исключён из школы. С 1906 года был помощником каменщика в Люблине, с 1912 года работал наборщиком в типографии.

### Партийная деятельность
С 1912 года участвовал в революционном движении, был членом ППС—левицы. В момент создания Коммунистической партии Польши (КПП) в 1918 году вступил в неё и стал её активным деятелем. С 1915 по 1923 год был на руководящей работе в рабочих кооперативах Польши, затем — на руководящей работе в КПП. Подвергался преследованиям и арестам. Вёл подпольную работу в Польше, а также в Болгарии, Чехословакии и Австрии. В 1923—1924 годах — член Исполнительного комитета окружной парторганизации в Домбровском угольном бассейне, в 1928—1930 годах — слушатель Международной ленинской школы в Москве. По поручению Коминтерна работал в Австрии, Чехословакии и Болгарии (1932—1933). В 1933 году был арестован и двумя годами позже приговорён к 7 годам тюремного заключения. В 1938 году был амнистирован и работал бухгалтером в Варшаве.

### Вторая мировая война
Во время Второй мировой войны организовывал подпольную работу в Белоруссии. В июле 1943 года вернулся в оккупированную Польшу, участвовал в движении Сопротивления. В июле 1943 года вступил в новую Польскую рабочую партию (ПРП), созданную вместо КПП, распущенной в 1938 году Коминтерном. 31 декабря 1943 года Берут был избран председателем Крайовой Рады Народовой и находился на этом посту до 4 февраля 1947 года.

### Во главе Польши
С 5 февраля 1947 года — президент Польской республики (ПНР). В 1952 году данная должность была упразднена.
В сентябре 1948 года стал первым секретарём ЦК ПРП, а в декабре — председателем ЦК Польской объединённой рабочей партии (ПОРП). С марта 1954 и до марта 1956 года — первый секретарь ЦК ПОРП. В 1952—1954 годах был также председателем Совета Министров ПНР.
Как глава ПОРП и президент ПНР, способствовал коллективизации и индустриализации в ПНР, формированию лояльного СССР режима, борьбе с силами антикоммунистического сопротивления и репрессиям в отношении тех членов ПОРП, которых считал нелояльными себе и линии партии (Владислав Гомулка, Мариан Спыхальский и т. д.). Также режим Берута имел очень натянутые отношения с Католической церковью. После смерти Сталина в 1953 году Берут был вынужден несколько смягчить свой режим, отказавшись, в частности, от показательного суда над Гомулкой, Спыхальским и другими репрессированными однопартийцами, и реабилитировав их.

## Смерть
Берут умер в Москве 12 марта 1956 года во время визита в СССР, вскоре после посещения XX съезда КПСС. Согласно официальному заключению о болезни и причинах смерти, подписанному в том числе Владимиром Василенко, он в конце февраля 1956 года «заболел гриппом и воспалением легких. В ночь на 12 марта наступил тяжёлый приступ острой сердечно-сосудистой слабости с нарушением коронарного кровообращения (инфаркт миокарда). 12 марта в 23 часа 35 минут наступила смерть вследствие остановки деятельности сердца, вызванной, как показало патологоанатомическое исследование, нарастающим тромбозом легочной артерии». Партийный деятель М. Росляков писал о самоубийстве Берута: «Шепилов был занят вопросом, связанным с самоубийством Берута…». Существует мнение, что Берут умер, будучи поражённым докладом КПСС о Сталине от 25 февраля 1956 года.

## Семья
Несмотря на внешнюю сухость и сдержанность, Берут поддерживал связи со многими женщинами, среди которых была Малгожата Форнальская. От этого брака родилась дочь Александра Ясиньская-Каня. С 3 июля 1921 года был женат на Янине Гужиньской, от брака с которой у него родились дочь Кристина Берут-Маминайшвили (1923—2003) и сын Ян Хылиньский.

## Награды
- Орден Строителей Народной Польши.
- Орден «Крест Грюнвальда» I степени.
- Партизанский крест (1945).
- Медаль Победы и Свободы (1945).
- Медаль «За Варшаву 1939—1945» (1945).

## Память
- Именем Болеслава Берута названа улица в Минске.
- Беруту был установлен памятник в Люблине, впоследствии перенесённый в музей памятников времён ПНР в Козлувке.

## Образ в кино
- «Солдаты свободы» (1977). В роли Болеслава Берута — Юзеф Козловский

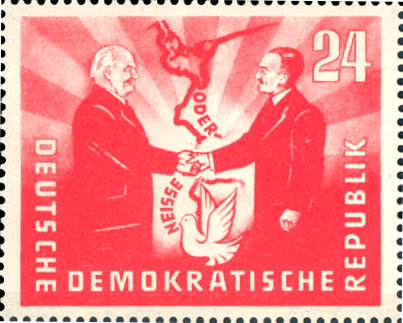
Встреча Болеслава Берута и президента ГДР Вильгельма Пика. Почтовая марка ГДР, 1951 год

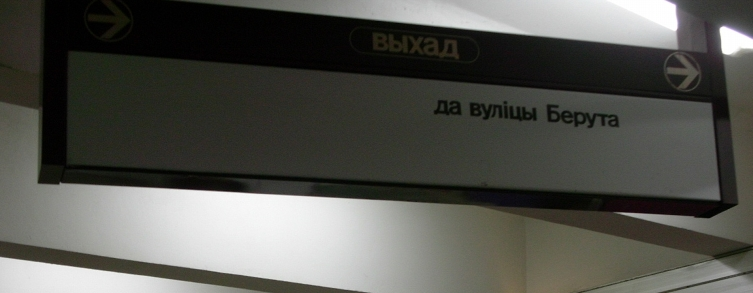
Улица имени Берута в Минске

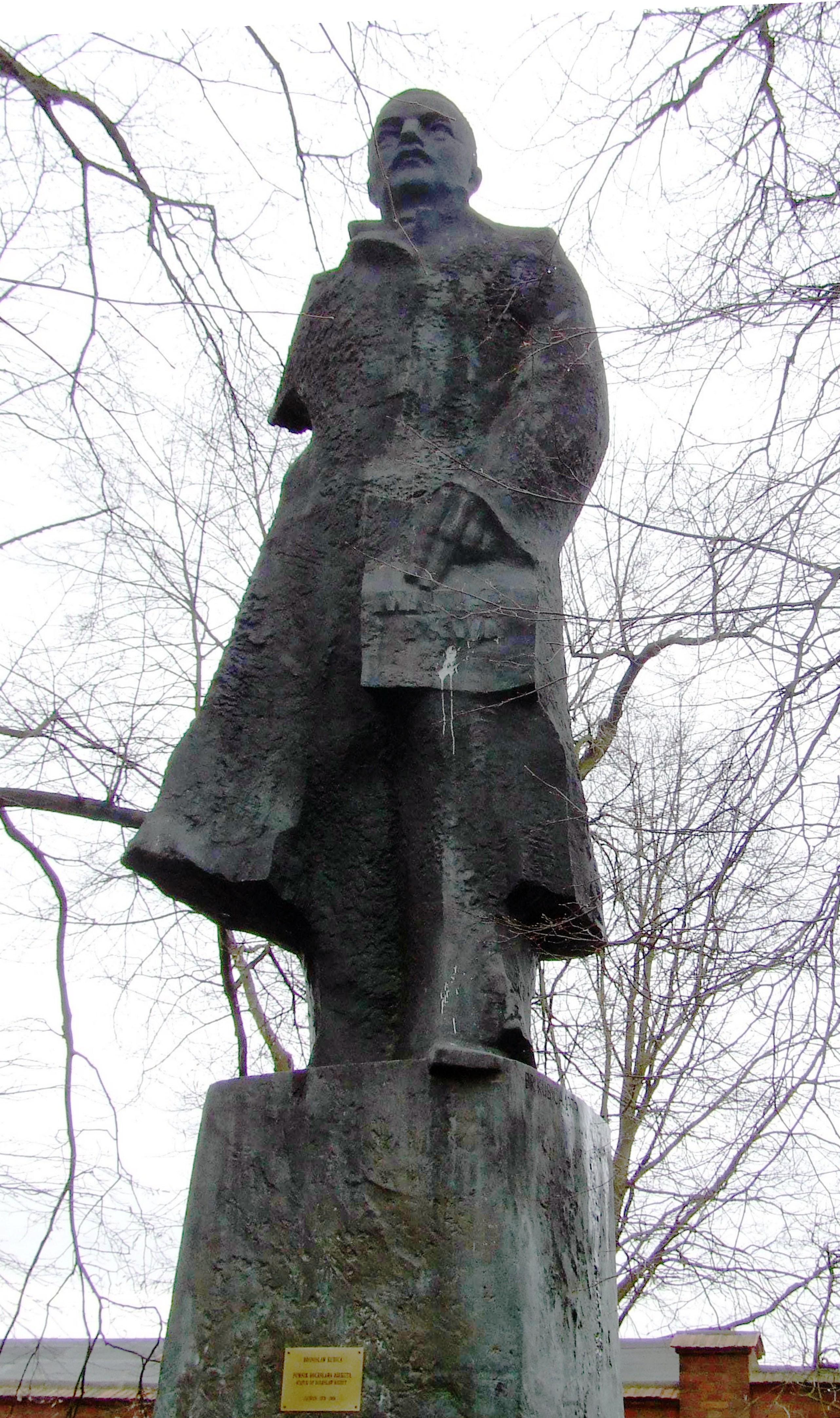
Повреждённый памятник Беруту (музей в Козлувке)

- «Победа» (1984).